# Andrea Piazzesi
Andrea Piazzesi est une productrice de télévision italienne, active dans les années 1990.

## Filmographie partielle

### Comme productrice
- 1991 :  La Caverne de la Rose d'Or : La Princesse Rebelle de Lamberto Bava
- 1992 :  La Caverne de la Rose d'Or : La Sorcière Noire  de Lamberto Bava
- 1993 :  La Caverne de la Rose d'Or : La Reine des Ténèbres de Lamberto Bava
- 1994 :  La Caverne de la Rose d'Or : L'Empereur du Mal de Lamberto Bava
- 1994 : Desideria et le prince rebelle de Lamberto Bava
- 1996 :  La Caverne de la Rose d'Or : Le Retour de Fantaghirò de Lamberto Bava
- 1996 : La Légende d'Aliséa de Lamberto Bava
- 1997 : La Princesse et le Pauvre de Lamberto Bava
- 1998 : Caraibi de Lamberto Bava

### Comme assistante-réalisatrice
- 1980 Inferno  de Dario Argento